# Edward Nalbandjan

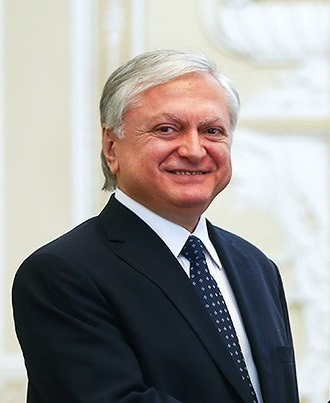
Edward Nalbandjan (2016)

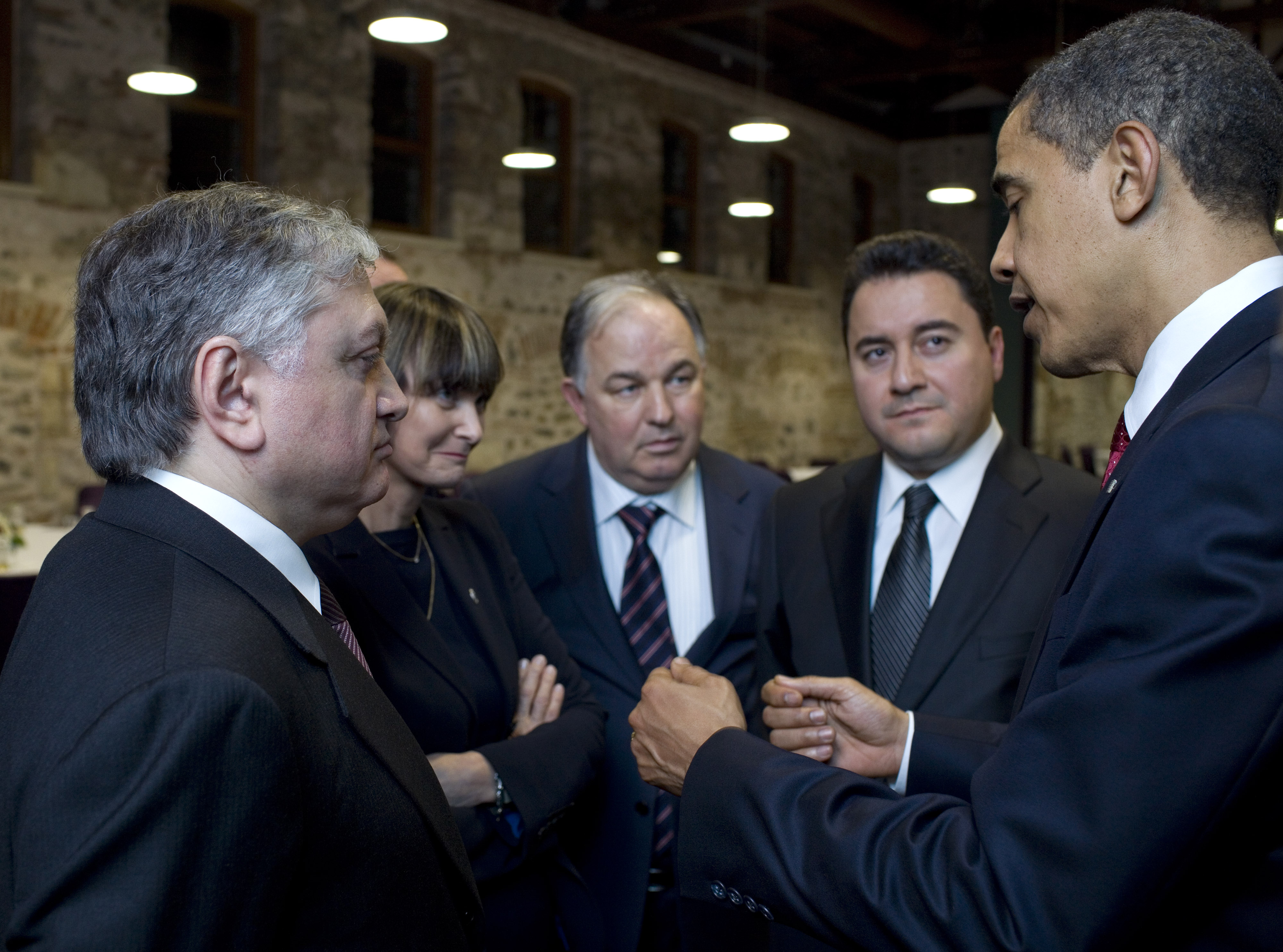
Edward Nalbandjan (links), die Schweizer Außenministerin Micheline Calmy-Rey, der türkische Unterhändler Ertuğrul Apakan, der türkische Außenminister Ali Babacan und US-Präsident Barack Obama bei Friedensgesprächen im Juni 2009 in Istanbul

Edward Nalbandjan (armenisch Եդվարդ Նալբանդյան, englisch Edward Nalbandian; * 16. Juli 1956 in Jerewan, Armenische SSR, Sowjetunion) ist ein armenischer Diplomat und parteiloser Politiker. Er war vom April 2008 bis Mai 2018 Außenminister seines Landes und fungierte davor zwischen 1994 und 2008 als armenischer Botschafter in Kairo und Paris.

## Werdegang
Nalbandjan studierte bis 1978 am Staatlichen Moskauer Institut für Internationale Beziehungen. 1988 erwarb er am Institut für Orientalistik der Akademie der Wissenschaften der UdSSR den Doktorgrad in Politikwissenschaften mit Schwerpunkt Internationale Beziehungen.
Seine diplomatische Laufbahn begann Nalbandjan 1978 an der sowjetischen Botschaft im Libanon. 1983 wechselte er ins Außenministerium nach Moskau, fungierte dann ab 1986 als Botschaftsrat der sowjetischen Botschaft in Ägypten. Nach dem Zusammenbruch der Sowjetunion war er hier bis 1992 in russischen Diensten, bevor er im selben Jahr zum Geschäftsträger der armenischen Botschaft in Ägypten ernannt wurde. 1994 rückte er in den Rang eines Botschafters in Kairo auf. Sein Geschäftsbereich umfasste bis zu seinem Weggang 1998 neben Ägypten auch Marokko und den Oman.
1999 wechselte er als Botschafter nach Frankreich. Ab dem Jahr 2000 war er als Botschafter (mit Residenz in Paris) auch für Israel, ab 2001 auch für den Vatikan und ab 2004 auch für Andorra zuständig. Ab Dezember 2006 diente er auch als Gesandter des armenischen Staatspräsidenten Robert Kotscharjan bei der Organisation internationale de la Francophonie (OIF). Im April 2008 wurde Nalbandjan im Zuge des Amtsantritts von Staatspräsident Sersch Sargsjan zum Außenminister berufen.
Bedingt durch die Auseinandersetzung über die Bewertung des osmanischen Völkermordes an den Armeniern unterhielten Armenien und die Türkei bis dahin keine diplomatischen Beziehungen. Am 10. Oktober 2009 unterzeichneten Nalbandjan und sein türkischer Amtskollege Ahmet Davutoğlu in der Aula der Universität Zürich zwei Protokolle, auf deren Grundlage sich die diplomatischen Beziehungen zwischen beiden Staaten wieder normalisieren sollten. Aufgrund interner Widerstände in beiden Staaten kam es jedoch auf keiner Seite zu einer Ratifizierung der Verträge.
Im Mai 2018 wurde Nalbandjan im Amt des Außenministers durch Sohrab Mnazakanjan abgelöst.

## Privates
Nalbandjan ist verheiratet und hat eine Tochter. Er spricht nach eigenen Angaben die Fremdsprachen Französisch, Englisch, Russisch und Arabisch.